# Freestyle Script

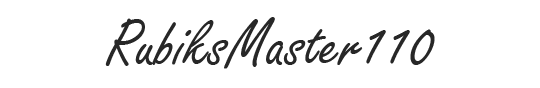
Text of Freestyle Script

Freestyle Script是由Colin Brignall于1969年，Martin Wait于1981年设计的一种字体。在20世纪80年代被广泛用于商业广告，也被用于各种标志。粗体版本是1986年设计的。该字体的发布者是Adobe，ITC和Letraset。这个字体有几个版本，Regular，Bold，SH Reg Alt和SB Reg Alt。